# 佛得角時間
| 黑色 | UTC-1︰佛得角時間                                            |
| 绿色 | UTC︰欧洲西部时间 · 格林尼治標準時間                         |
| 蓝色 | UTC+1︰欧洲中部时间 · 西非時間 · 欧洲西部夏令时间            |
| 紅色 | UTC+2︰欧洲东部时间 · 中非時間 · 西非夏令時間 · 南非標準時間 |
| 黃色 | UTC+3︰欧洲东部夏令时间 · 東非時間                           |
| 灰色 | UTC+4︰毛里裘斯時間 · 塞舌爾時間                             |

佛得角時間（Cape Verde Time，縮寫CVT）是一個用於佛得角的時區，標準時間為UTC−01:00，該時區沒有實行夏令時。
與佛得角時區的時間一致的地區有：
- 格陵蘭的斯科斯比松，當地實行夏令時
- 葡萄牙的亚速尔群岛，當地實行夏令時